# 波多野秀治
波多野 秀治（はたの ひではる）は、 戦国時代から安土桃山時代にかけての丹波国の武将。八上城主。丹波波多野氏最後の当主。

## 生涯
波多野元秀の跡を継ぎ、波多野家当主となる。
元秀は細川晴元を支援して三好長慶と抗争し、永禄2年（1559年）12月頃、三好家臣・松永長頼に居城・八上城を奪われた。しかし、長頼戦死後の永禄9年（1566年）2月、元秀は八上城を奪還する。
永禄3年（1560年）10月には、秀治とみられる波多野右衛門が、三好長慶と敵対する畠山高政援護のため京都へ派遣されるが、その際、右衛門の弟が討死している（『長享年後畿内兵乱記』）。
永禄11年（1568年）、織田信長が足利義昭を奉じて上洛してくると、波多野氏は織田氏に従った。秀治は信長に太刀や馬を贈り、元亀元年（1570年）11月24日付でその返礼を受け取っている。
天正3年（1575年）10月、荻野直正退治のため、織田信長が明智光秀の軍勢を丹波に派遣してくる。この時、丹波衆の大半が光秀に味方し、秀治もその中へと加わっていたが、天正4年（1576年）1月、秀治は突如叛旗を翻し、光秀の軍勢を攻撃して撃退した（黒井城の戦い）。
天正6年（1578年）3月、光秀は再び丹波に出陣すると秀治の籠る八上城を包囲し、兵糧攻めを開始した。11月には光秀の不在を狙って打って出、また翌天正7年（1579年）1月にも戦闘が行われたと見られ、八上城を包囲する小畠越前守が討死している。2月には商人の兵庫屋惣兵衛に徳政の免除などをしており、外部から籠城への支援があったとも考えられる。しかし光秀方の包囲が厳重さを増す中、兵糧も尽き、天正7年（1579年）6月1日、調略にともなう味方の裏切りによって秀治ら波多野兄弟は捕らえられた。その後、弟二人とともに安土に送られ、同年6月8日に安土の「慈恩寺町末」（慈恩寺町の外れ）で磔に処された。辞世は、「よはりける 心の闇に 迷はねば いで物みせん 後の世にこそ」。なお、兵庫県丹波篠山市味間奥にある波多野秀治墓には「天正六戊寅年 六月十日戦死」とある。

## 死後
丹波篠山市に伝わる伝承によると、秀治の次男・甚蔵は乳母に抱きかかえられ味間へ落ち延びた。のち、波多野定吉と名乗り、篠山藩に仕えたという。
大正4年（1915年）大正天皇即位の大嘗祭に際して史上の功臣300余人に贈位することとなったが、秀治は一族・波多野宗高とともに従三位を贈位されている。これは永禄3年（1560年）に正親町天皇が即位の礼を上げた際、毛利元就とともに金銭面・軍事面で特に助力を行ったと認められたことによる。

## 家臣
- 波多野秀香 - 波多野元秀の三男。油井酒井氏の次男として生まれ、波多野氏の養子となる。秀治の死後、八上城の総大将となったとの伝承がある。
- 酒井氏治 - 南矢代城主、高仙寺城主。大山城救援に駆けつけたが、味間付近で攻撃を受け、討死。
- 酒井氏盛 - 波多野秀香の実兄。油井城で討死。また、秀正とも名乗り、波多野秀治から「秀」の一文字を拝領している。
- 酒井信政 - 波多野氏重臣で栗栖野城主。弟の依信は八上城に籠城したが病死し、一族郎党討死した。
- 酒井氏武 - 大沢城主。丹波平定後、明智氏に従う。その後、山崎の戦いで戦死。
- 酒井依信 - 波多野氏家臣。栗栖野城城代であり、信政の死後、兄に代わって波多野秀治とともに八上城に籠城したが、病死している。
- 中沢孫十郎重基 - 大山城主。藤堂高虎に討たれる。
- 長澤義遠 - 一説に大山城主とも。伝説では波多野七組の一人とされる重臣。
- 江田行範 - 丹波国人。綾部城主。居城を羽柴秀長に落とされ、波多野氏の氷上城籠城戦に参加するも戦死した。

## 登場作品
- 麒麟がくる（2020年、NHK大河ドラマ、演：白畑真逸[29]）- 明智光秀に面会後、塩漬けの首として登場した。